# Dong Hoi repülőtér
A Dong Hoi repülőtér (Cảng hàng không Đồng Hới, Sân bay Đồng Hới) a vietnámi Đồng Hới város nemzetközi repülőtere. Tervezett kapacitása évi 500 000 utas.

## Fekvése
Đồng Hới központjától 7 km-re észak-északnyugatra van. Quảng Bình tartományban, Vietnám északkeleti tengerparti övezetében (Bắc Trung Bộ) fekszik, Hanoitól közúton 500 km-re délkeletre.
A repülőtér mintegy 173 ha területet foglal el egy homokos részen, a Dél-kínai-tenger partjának közelében. A kifutó nagyjából párhuzamos a tengerparttal és a tőle beljebb fekvő 1A főúttal.

## Története
A francia gyarmatosítók kezdték építeni az 1930-as években az első indokínai háború idején. Később az észak-vietnámiak kibővítették, a vietnámi háború során légibázisként vették igénybe.
2004. augusztus 30-án átépítés kezdődött, ami a tervek szerint 2006-ig tartott volna, a valóságban azonban csak 2008-ban fejezték be. Az első kereskedelmi járat 2008 május 18-án érkezett a Hanoi Nội Bài nemzetközi repülőtérről.
2008-ban egyike a három kereskedelmi repülőtérnek Bắc Trung Bộ-ban (a másik kettő: a Phú Bài nemzetközi repülőtér és a Vinh nemzetközi repülőtér).

## Forgalom
Az utasforgalom az elmúlt években az alábbi módon változott:
| Utasok száma | 81 764 | 105 586 | 117 656 | 261 372 | 365 000 | 470 000 | 700 000 |
|              | 2012   | 2013    | 2014    | 2015    | 2016    | 2017    | 2018    |

## Légitársaságok, célállomások
- Hanoi – Nội Bài nemzetközi repülőtér[6]
- Ho Si Minh-város – Tân Sơn Nhất nemzetközi repülőtér[6][7]